# Culture du Tchad

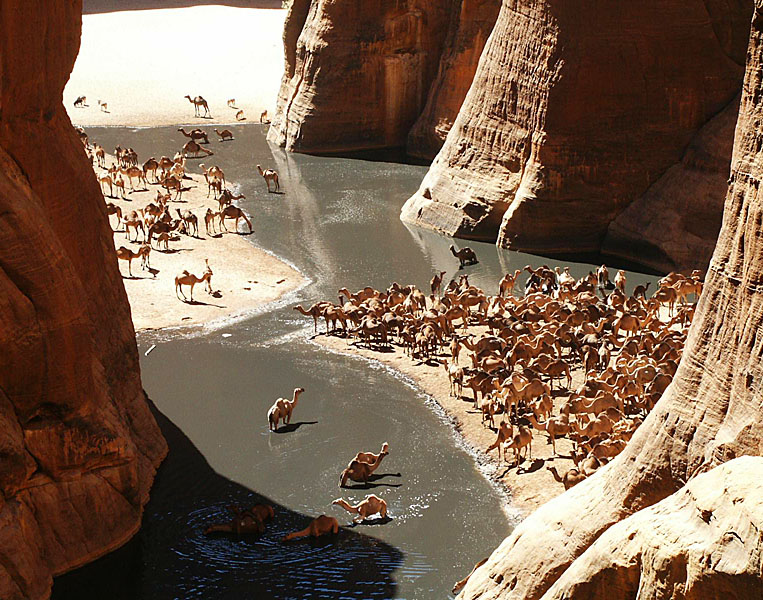
Dromadaires dans la guelta d'Archei.

La culture du Tchad, vaste pays enclavé d'Afrique centrale, désigne d'abord les pratiques culturelles observables de ses 18 millions d'habitants en 2022 (diasporas non comprises) (contre 10 en 2006, 6 en 1990, 5 en 1985, 2,4 en 1950).

## Langues et peuples

### Langues
- Langues au Tchad : français, arabe, arabe tchadien
- Parmi les 140 à 150 langues minoritaires, les plus importantes : gouran, arabe, haoussa, massa, buduma, kéra, masalit, maba, bilala, kouka, barma, sar, Marba, N'gambaye, kanembou...
- Liste des langues du Tchad
- Alphabet national tchadien
- Glossonymie du Tchad

### Peuples
- Ethnonymie du Tchad
- Groupes ethniques au Tchad

## Religion

### Islam
L'islam est la religion la plus répandue dans la République du Tchad. Les musulmans représentent 53,1 % de la population tchadienne.

### Christianisme
Le Tchad compte 40 % de chrétiens surtout présents dans le sud du pays et dans la capitale, N'Djaména, dont 20 % de catholiques et environ 15 % de protestants.

### Symboles
- Armoiries du Tchad (1970)
- Drapeau du Tchad (1959)
- La Tchadienne, hymne national (depuis 1960)
- Unité - Travail - Progrès, devise nationale

### Fêtes
| Date         | Nom français                   | Nom local | Remarques                                                   |
| ------------ | ------------------------------ | --------- | ----------------------------------------------------------- |
| 1er janvier  | Jour de l'an                   |           |                                                             |
| 8 mars       | Journée des droits de la femme |           | Journée Internationale des droits de la Femme               |
| 1er décembre | Fête nationale                 |           | Prise du pouvoir par l'actuel président Idriss Déby en 1990 |
| 1er mai      | Fête du travail                |           |                                                             |
| 11 août      | Jour de l'Indépendance         |           | Le Tchad a eu son indépendance le 11 août 1960              |
| 28 novembre  | Jour de la République          |           | Proclamation de la République en 1958                       |
| 25 décembre  | Noël                           |           |                                                             |
|              | Aîd Alkabir                    |           |                                                             |
|              | Aïd Alfitr                     |           |                                                             |
|              | Achoura'a                      |           |                                                             |
|              | Hégire (nouvel an)             |           |                                                             |
|              | Isra'a et Mi'raj               |           |                                                             |
| 6 mai        | Le Labétien                    |           |                                                             |
|              | Lundi de Pâques                |           |                                                             |
| 1er novembre | Toussaint                      |           |                                                             |

## Vie sociale

### Communautés
- Groupes ethniques au Tchad

### Famille
- Polygamie au Tchad

### Noms
- Nom de famille, Nom personnel

### Société
- Droits de l'homme au Tchad
- Droit tchadien
- Ubuntu, Fraternité
- Palabre, Arbre à palabres

### Éducation
- Système éducatif au Tchad
- Enseignement catholique au Tchad
- Enseignement supérieur au Tchad
- Liste des universités au Tchad (en)

### Divers
- Liste des personnalités non tchadiennes liées au Tchad
- Liste des chaînes de supermarchés au Tchad (en)
- Représentations diplomatiques au Tchad
- Représentations diplomatiques du Tchad

### Droit
- Esclavage au Tchad
- Rapport Tchad 2016-2017 d'Amnesty International

### État
- Expatriés au Tchad
- Guerres impliquant le Tchad (depuis 1960)
- Liste de conflits au Tchad

## Arts de la table

### Cuisine(s)
- Cuisine tchadienne
- Charmout, Millet, mil, riz, kissar, Darraba, mouton, bœuf...
- Spiruline
- Marara (tripes en sauce)

### Boisson(s)
- Bière (Gala)
- Eau
- Soda

## Santé
- Santé au Tchad
- Projet Vaccins Méningite (MVP)

### Jeux populaires
- Mancala
- La Guerre[5]

### Sports
- Jeux africains ou Jeux panafricains, depuis 1965, tous les 4 ans (...2011-2015-2019...)

### Arts martiaux
- Liste des luttes traditionnelles africaines par pays

## Médias
- Média du Tchad
- Télécommunications au Tchad (en)

En 2018, le classement mondial sur la liberté de la presse établi chaque année par Reporters sans frontières situe le Tchad au 123e rang sur 180 pays

### Presse écrite
- Presse écrite au Tchad

### Radio
- Stations de radio au Tchad
- Fm Liberté
- Ngato FM
- RNT
- Al Bayane

### Télévision
- Chaînes de télévision au Tchad

## Littérature
- Liste d'écrivains tchadiens

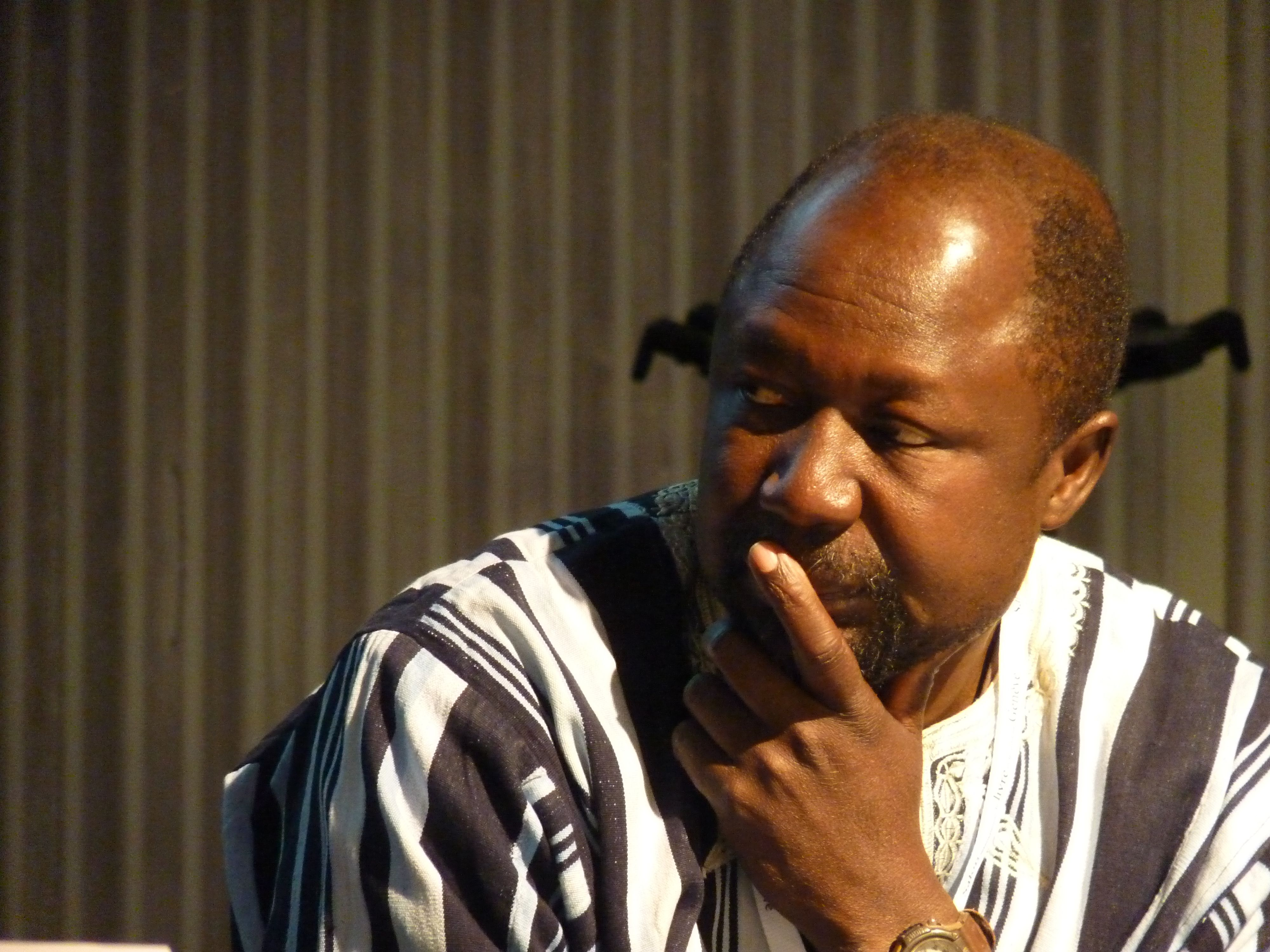
Koulsy Lamko

- Prix Tchicaya U Tam'si pour la poésie africaine depuis 1989

Quelques auteurs (par année de naissance) :
- Joseph Brahim Seid (1927-1980), Au Tchad sous les étoiles (1962), Un enfant du Tchad (1967)
- Antoine Bangui-Rombaye (1933-), Prisonnier de Tombalbaye (1980), Les Ombres de Koh (1983)
- Khayar Oumar Defallah (1944-), Fils de nomade : les mémoires du dromadaire (2008)
- Zakaria Fadoul Kitir (1946-2019)[7], Les Moments difficiles dans les prisons d'Hissène Habré en 1989 (1998)[8]
- Maoundoé Naindouba (1948-2003), La Double Détresse (1975), L'Étudiant de Soweto (1978), La Lèpre (1979)
- Baba Moustapha (1952-1982), Maître des djinns, Souffle de l'harmattan, Makarie aux épines
- Marie-Christine Koundja (1957-), Al Istifakh ou l'Idylle de mes amis (2001), Kam-Ndjaha la dévoreuse (2009)
- Koulsy Lamko (1959-), dramaturge, romancier, poète et essayiste, vivant et travaillant en exil (Burkina Faso, Rwanda, Pays-Bas, Mexique), La Phalène des collines (2000), Regards dans une larme (1990), Les Repos des masques (1995)...
- Nimrod (1959-) (Nimrod Bena Djangrang), poète, essayiste, dramaturge et romancier, vivant et travaillant en France
- Kaar Kaas Sonn (1973-), romancier, poète et musicien, vivant et travaillant en France, Ballades d'un récalcitrant (2000)
- Mounira Mitchala (1979-), auteure-interprète, albums : Talou Lena (2006-2007), Chili Houritki (2012)

## Artisanats
- Arts appliqués, Arts décoratifs, Arts mineurs, Artisanat d'art, Artisan(s), Trésor humain vivant, Maître d'art

### Arts graphiques
- Calligraphie, Enluminure, Gravure, Origami
- Liste de sites pétroglyphiques en Afrique, Art rupestre

### Textiles
- Art textile, Arts textiles, Fibre, Fibre textile, Design textile
- Mode, Costume, Vêtement, Confection de vêtement, Stylisme
- Technique de transformation textile, Tissage, Broderie, Couture, Tricot, Dentelle, Tapisserie,
- Tapis d'Abéché
- Vannerie d'Abéché et de Goz Beïda
- Atelier artisanal de broderie de Kabalaye 'CAK), Saint Paul)
- Ateliers de tissage CETIMAF, à Karcha
- Collectif Kélou Fashion[9],[10]

### Cuir
- Maroquinerie, Cordonnerie, Fourrure

### Papier
- Papier, Imprimerie, Techniques papetières et graphiques, Enluminure, Graphisme, Arts graphiques, Design numérique

### Bois
- Travail du bois, Boiserie, Menuiserie, Ébénisterie, Marqueterie, Gravure sur bois, Sculpture sur bois, Ameublement, Lutherie

### Métal
- Métal, Sept métaux, Ferronnerie, Armurerie, Fonderie, Dinanderie, Dorure, Chalcographie

### Poterie, céramique, faïence
- Mosaïque, Poterie, Céramique, Terre cuite
- Céramique d'Afrique subsaharienne
- Céramique Sao[11]

### Verrerie d'art
- Art verrier, Verre, Vitrail, Miroiterie

### Joaillerie, bijouterie, orfèvrerie
- Lapidaire, Bijouterie, Horlogerie, Joaillerie, Orfèvrerie

### Espace
- Architecture intérieure, Décoration, Éclairage, Scénographie, Marbrerie, Mosaïque
- Jardin, Paysagisme

## Arts visuels
- Arts visuels, Arts plastiques, Art brut, Art urbain
- Art africain traditionnel, Art contemporain africain
- Quelques artistes tchadiens[12]

### Peinture
- Peinture, Catégorie:Peinture par pays
- Apolinaire Guidimbaye dit Doff
- Tallafe
- Tendjibaye Alladoumngar[13]
- Dabanga (2010), collectif professionnel d'artistes-peintres[14]

### Architecture
- Case obus (tolek mousgoum)

### Photographie
- Abdoulaye Barry
- Salma Khalil
- Adam Abdouldjelil

## Arts du spectacle
- Spectacle vivant, Performance, Art sonore

### Musique(s)
- Catégorie:Musique par pays, Musique improvisée, Improvisation musicale
- Musique tchadienne
- Musiciens actuels[15]

#### Musique traditionnelle
- Instruments : geïta
- Orchestres folkloriques

#### Musique urbaine contemporaine
- Abdoulaye Nderguet
- Chari Jazz, premier groupe de musique moderne au Tchad, fondé en 1964
- Louis Gidrol
- MC Solaar
- Matibeye Geneviève
- Cidson Alguewi
- Mawndoé Célestin
- Daigou Tchadna
- Masdongar Clément
- Yasmine Abdallah

### Danse(s)

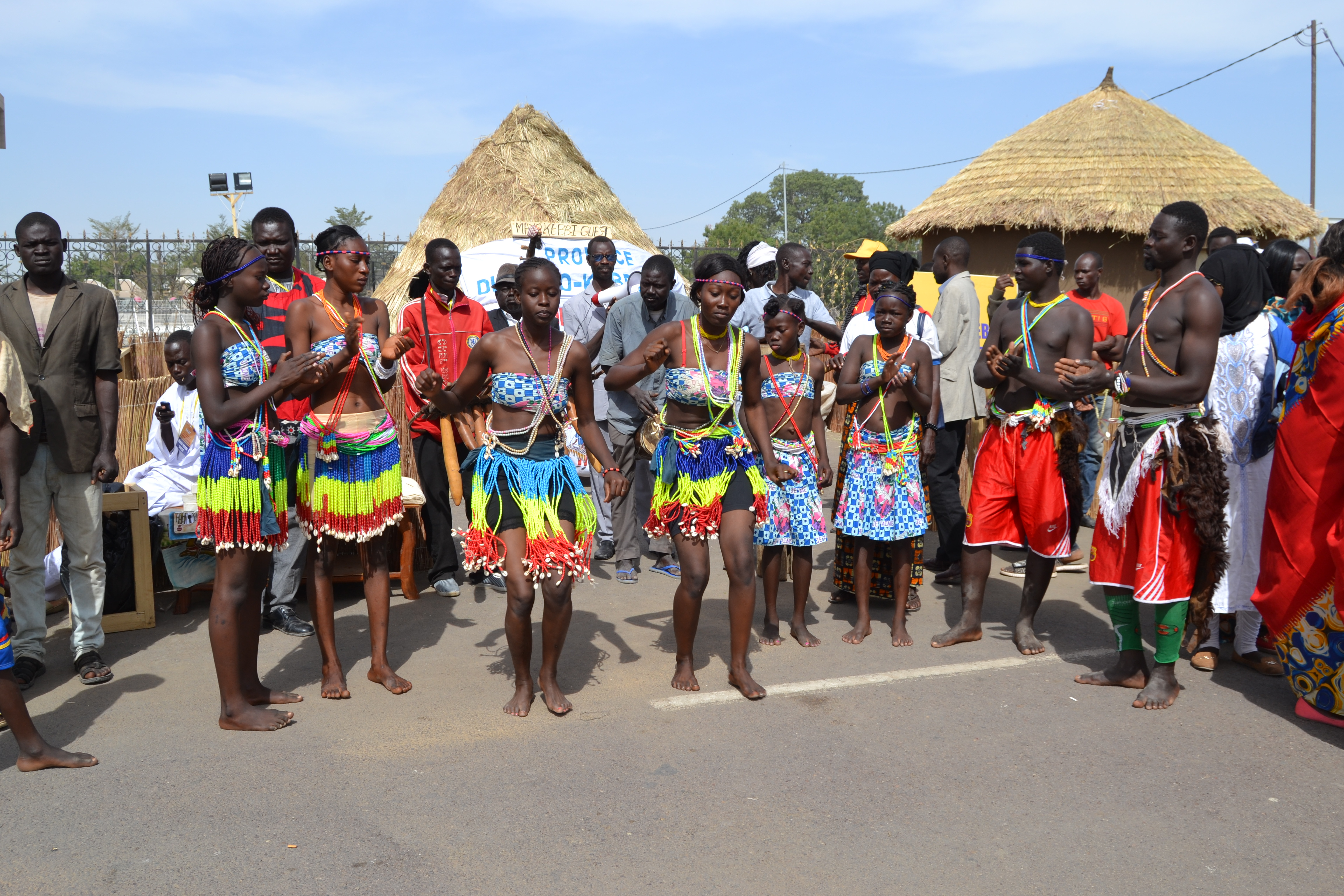
Danse traditionnelle lors du festival Dary à N'Djaména.

- Danses traditionnelles tchadiennes[16],[17]
- Danse tchadienne contemporaine[18]
- Rodrigue Ousmane, Yaya Sarria, Hyacinthe Tobio, Aleva, Ahmed Taïgué, Mbang Bousso[19]...

### Théâtre
- Improvisation théâtrale, Jeu narratif
- L'Institut français participe à la promotion du théâtre tchadien[20].

- Hadre Dounia witack tekad
- Tchongolé
- Azarak Wal fané
- Colonel Moubarack
- Halata
- Alhadj Tawwa
- Dogolocha
- Asaynéllé
- Mandargué
- Colonel Al Kanto
- Abba Dabar
- Bonaventure Madjitoubangar

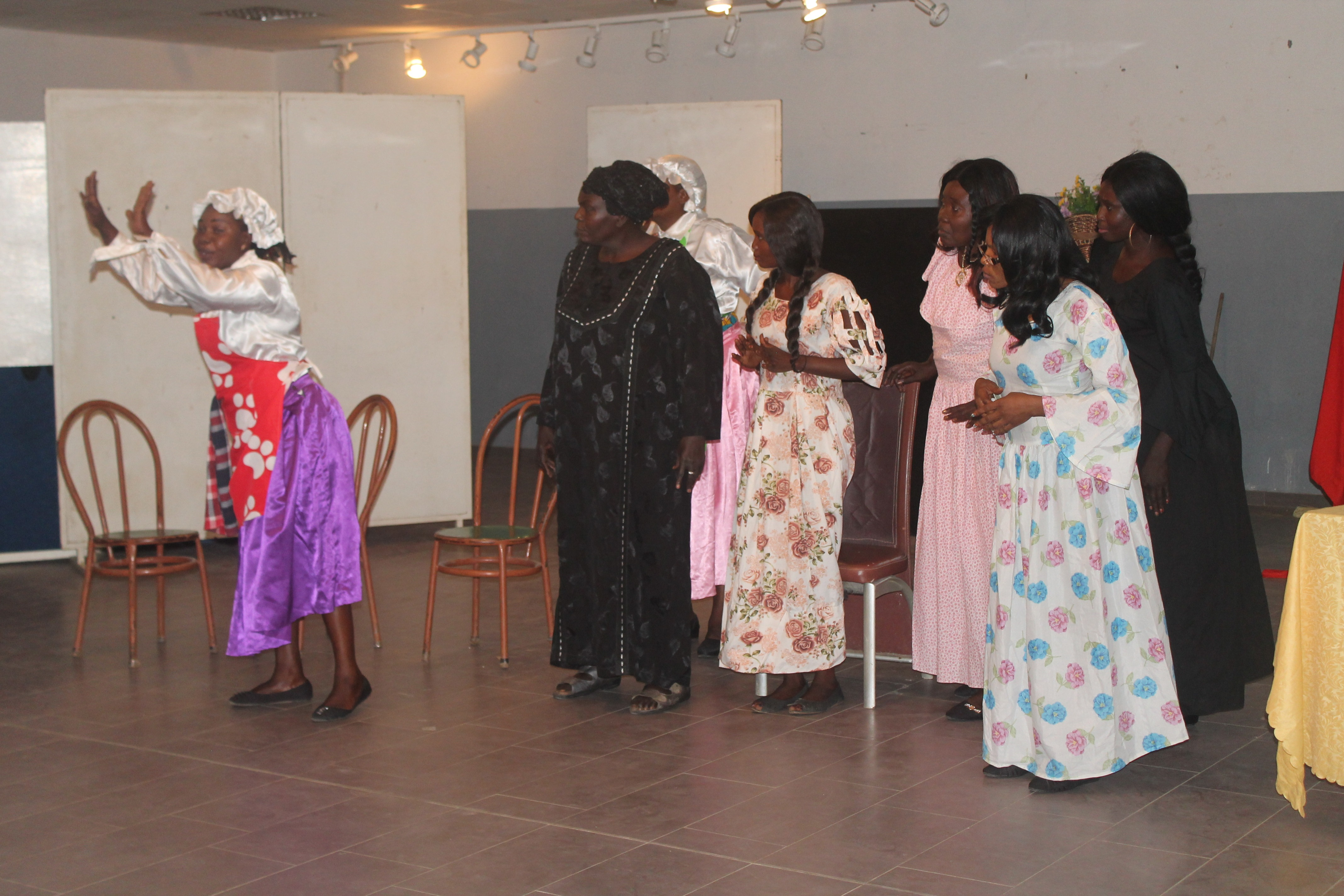
Représentation théâtrale (2018).

Sylvie Ndomé Ngilla fait un diagnostic positif pour tout le théâtre africain francophone dans son ouvrage  Nouvelles dramaturgies africaines francophones du chaos (2014).

### Autres: marionnettes, mime, pantomime, prestidigitation

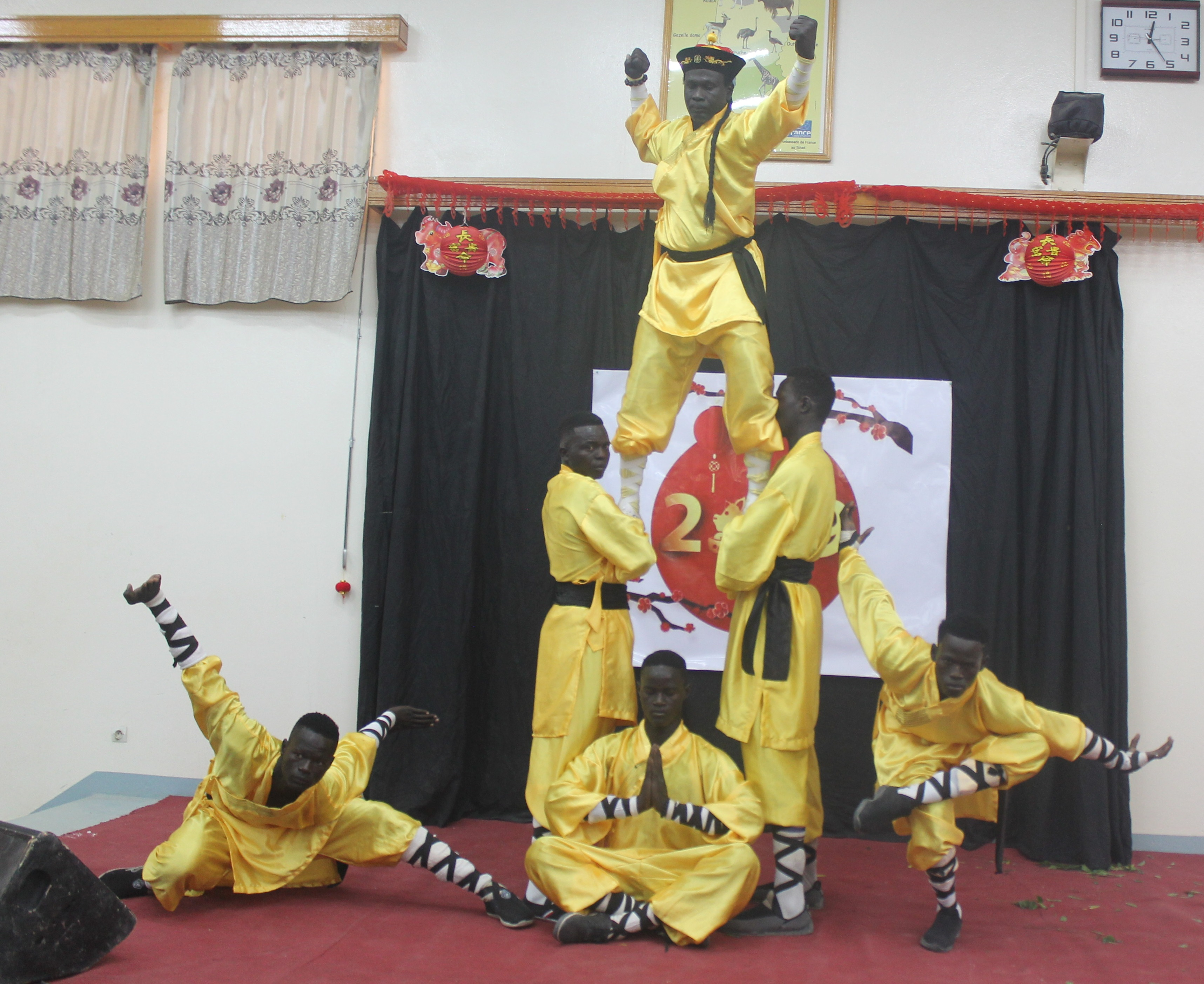
Spectacle d'arts martiaux (2019).

- Arts de la rue, Arts forains, Cirque,Théâtre de rue, Spectacle de rue,
- Marionnette, Arts pluridisciplinaires, Performance (art)…
- Arts de la marionnette au Tchad sur le site de l'Union internationale de la marionnette

### Cinéma
- Cinéma tchadien

Peut-être une nouvelle vague tchadienne ?

#### Acteurs/Actrices
- Haikal Zakaria plus connu sous le nom de Commandant Al-kanto
- Ali Bacha Barkai connu pour le personnage d'« Atim » dans le film Daratt
- Youssouf Djaoro connu pour le rôle de « Nassara » dans le film Daratt
- Aziza Hissein connue pour le rôle d'« Aicha », la femme de Nassara
- Mounira Mitchala joue la sourde-muette dans le film Abouna et la chanteuse dans le film Daratt
- Mahamat Saleh Haroun dans Bye Bye Africa
- Khayar Oumar Defallah
- Ahidjo mahamat Moussa, Tahir dans le film Abouna
- Hamza Moctar Aguid, Amine dans le film Abouna
- Zara Haroun, la mère dans le film Abouna
- Koulsy Lamko, le père dans le film Abouna

#### Réalisateurs
- Mahamat Saleh Haroun
- Issa Serge Coelo

#### Films
- Liste de films tchadiens

##### Réalisés par Mahamat Saleh Haroun
- Maral Tanié court-métrage (1994)
- Goi-Goi court-métrage (1995)
- Bord' Africa (1995)

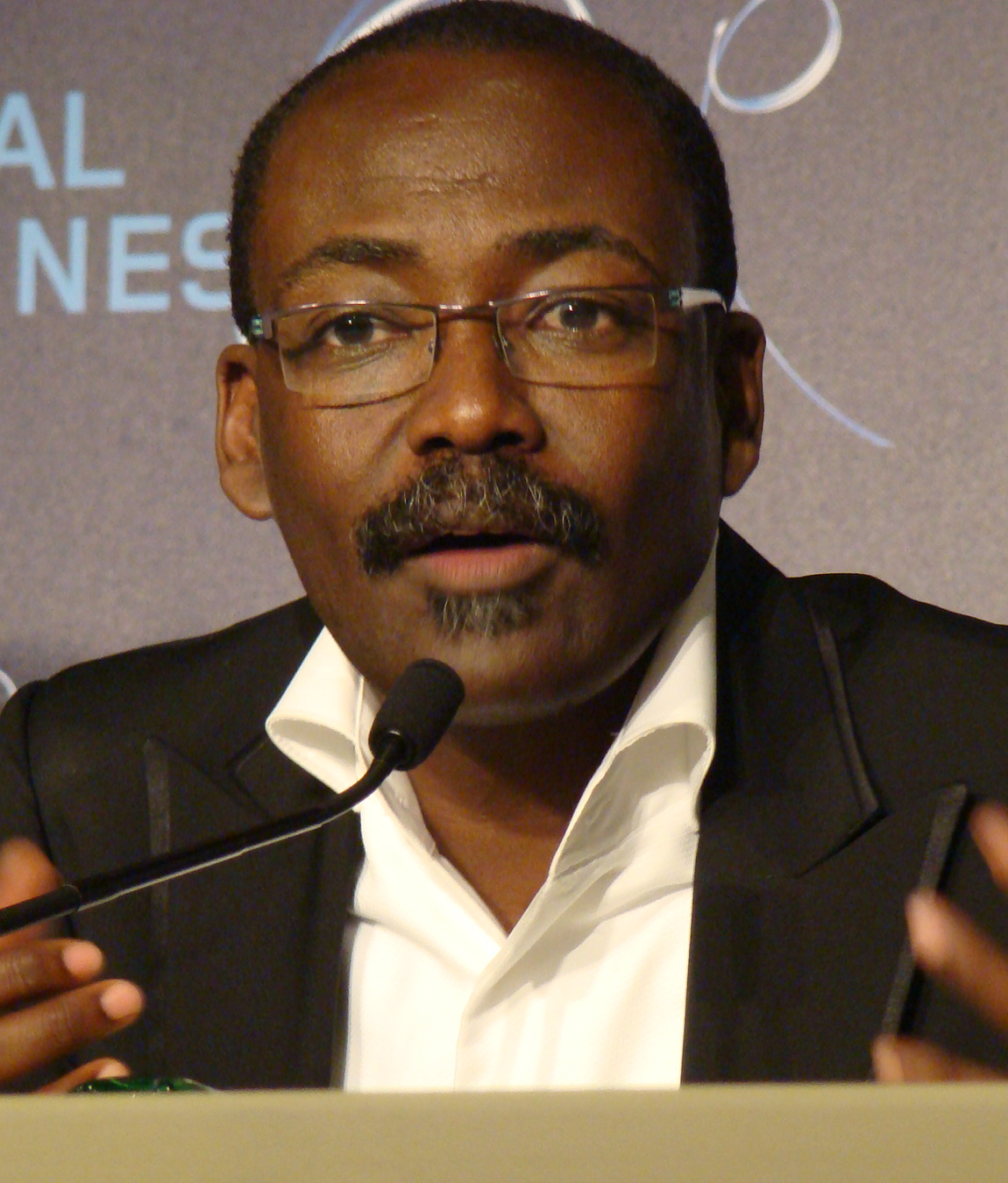
Mahamat Saleh Haroun

- Sotigui Kouyaté, un griot moderne (1998)
- Un thé au Sahel (1998)
- Abouna long-métrage (2002)
- Bye Bye Africa long-métrage sorti en 2003 a remporté deux prix au Festival de Venise.
- Kalala long-métrage (2005)
- Daratt Long-métrage (2006)
- Sexe, gombo et beurre salé (2008)
- Un homme qui crie (2010) a remporté le grand prix du jury à Cannes.

##### Réalisés par Issa Serge Coelo
- Un taxi pour Aouzou (1994)
- Daresalam (2000)
- Prie Dieu pour ne pas être riche parmi les pauvres (2006)
- Ndjamena City (2008)

### Autres
- Vidéo, Jeux vidéo, Art numérique, Art interactif

## Tourisme
- Attractions touristiques au Tchad (en)
- Tourisme au Tchad[23],[24]

## Patrimoine

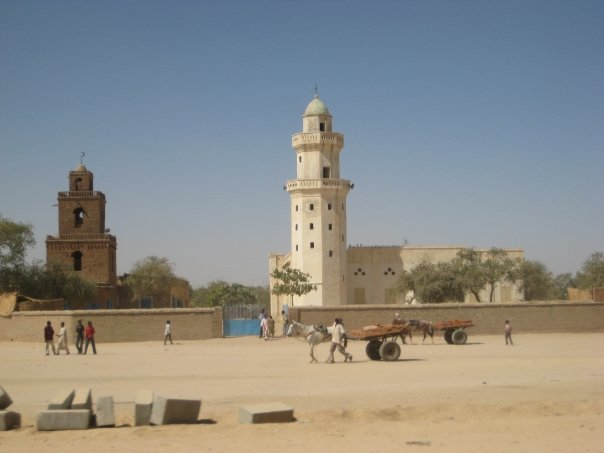
Mosquée d'Abéché

Le programme Patrimoine culturel immatériel (UNESCO, 2003) n'a rien inscrit pour ce pays dans sa liste représentative du patrimoine culturel immatériel de l’humanité (au 14/01/2016).
Le programme Mémoire du monde (UNESCO, 1992) n'a rien inscrit pour ce pays dans son registre international Mémoire du monde (au 14/01/2016).

### Musées et autres institutions
- Musée national du Tchad

### Liste du Patrimoine mondial
Le programme Patrimoine mondial (UNESCO, 1971) a inscrit dans sa liste du Patrimoine mondial (au 12/01/2016) : Liste du patrimoine mondial au Tchad.

### Discographie
- (en) Music of Chad (enreg. Elizabeth et W. Gurnee Dyer), Smithsonian Folkways recordings, Washington, D.C., 1966
- Tchad : Baïnaoua, Banana, Banana-Hoho, Kado, Moundang-Touro, Toupouri, Toupouri-Kéra (enreg. Charles Duvelle), Universal Division Mercury, 1999
- Tchad : arabe Dékakiré, Arabe Salamat, Barma, Kanembou (enreg. Charles Duvelle), Universal Division Mercury, 2000
- Sara du Tchad (enreg. Charles Duvelle), Universal Division Mercury, 2003

### Filmographie
- (de) Daza (Zentralsudan, Kanem) : Preisgesang und Fiedelspiel, film documentaire de Peter Fuchs, IWF Wissen und Medien gGmbH, Göttingen, 1972 (1964), 5 min 30 s (DVD)
- (de) Peter Fuchs und der ethnographische Film, film documentaire de Michael Steineck, IWF Wissen und Medien gGmbH, Göttingen, 2005, 58 min (DVD)
- La Lune de Bogodi, film documentaire d'Igor de Garine, CNRS Audiovisuel, Meudon, 1967, 30 min (VHS)
- Le luth et la vièle Teda du Tibesti, film documentaire de Monique Brandily, CNRS Audiovisuel, Meudon, 1978 (VHS)
- Hommes sans voix : Forgerons du nord-est du Tchad, film documentaire de Marie-José Tubiana et Jérôme Tubiana, CNRS Audiovisuel, Meudon, 1995, 9 min (VHS)